# Paul Kupelwieser
Paul Kupelwieser (1. února 1843 Vídeň – 20. března 1919 Vídeň) byl průmyslník, ředitel Vítkovických železáren a majitel ostrovů Brioni.

## Život
Paul Kupelwieser se narodil jako druhý syn významného malíře a profesora ateliéru historické malby na vídeňské Akademii Leopolda Kupelwisera. Jeho staršími bratry byli Karl Kupelwieser a Franz Kupelwieser (1830–1903). Ze strany matky byl spřízněn s Franzem Grillparzerem (1791–1872).
Po absolvování gymnázia studoval na báňské akademii ve štýrském Leobadenu, kde jej zaujaly nové metody výroby oceli. Od roku 1865 pracoval v železárnách ve Štýrském Hradci (Andritz) a v Neuburgu. V roce 1868 mu bylo, navzdory nízkému věku, nabídnuto místo ředitele hutí v rakouském Ternitzu, které přijal a hutě úspěšně vedl následující čtyři roky. V roce 1872 přesídlil do Teplic v Čechách, kde se podílel na zakládání válcovny a šamotárny. Spolupracoval s Karlem Wittgensteinem, který později založil Poldinu huť v Kladně.
V roce 1876 přijal nabídku majitelů Vítkovického horního a hutního těžířstva (VHHT) na funkci ředitele společnosti s úkolem obnovit prosperitu Vítkovických železáren. Jako zkušený manažer se pustil do nesnadného úkolu. Podnik se nacházel v dlouholeté krizi, ve skladech se hromadily nekvalitní a neprodejné železné výrobky. V roce 1878 nechal zastavit těžbu nekvalitní a nerentabilní domácí rudy a nahradil ji dovozem kvalitnějších rud, nejdříve štýrských, nakonec slovenské rudy. K dovozu využil nově vzniklé košicko-bohumínské dráhy. Zahájil opravu a modernizaci všech tří vysokých pecí. Využil nabytých zkušeností ve Štýrsku a hlavně ve válcovně v Teplicích a rekonstruoval válcovnu tak, že byla schopna okamžitě reagovat na požadavky trhu. V místě Rudolfovy a Anselmovy hutě v roce 1877 nechal postavit nový halový objekt, v němž byla např. pudlovna, Bessemerovy konvertory, válcovna s válcovací tratí kolejnic. K pohonu válcovacích tratí byly místo vodních kol použity parní stroje vyrobené ve vlastních provozech a vodní turbína. Založil novou koksovnu a nechal vybudovat novou vysokou pec. V roce 1883 zavedl výrobu pancéřových plechů, které svou kvalitou předčily srovnatelné plechy z Německa a Anglie.
Mimo modernizace zastaralé výroby, zavádění nových technologií a hledání nových trhů se snažil realizovat i rozsáhlé sociální programy. Byl duchovním otcem výstavby Vítkovic. Podporoval vybudování moderního průmyslového města. Komplex Nových Vítkovic zahrnoval jesle, mateřské školy, odborná učiliště, školu pro dělnické dívky, pokračovací školu pro mladé mistry, nemocnice, radnice. S pomocí železáren byl vystavěn kostel, který na jeho počest nese jméno svatého Paula.
Pro neshody s majiteli VHHT na koncepčním rozvoji Vítkovic v roce 1892 odešel z postu ředitele. Odstěhoval se do Středomoří, kde v roce 1893 zakoupil za 75 000 zlatých dosud pusté souostroví Brioni (14 ostrovů o rozloze 700 akrů) v Jaderském moři. Svoje úsilí zaměřil na vybudování lázeňské a odpočinkové oblasti. V roce 1900 mu nabídl pomoc známý bakteriolog Robert Koch k ozdravení zamořené oblasti komáry a malárii. Poté na ostrovy zavedl pitnou vodu, vybudoval plochy s množstvím zeleně se subtropickými rostlinami, vycházkovými trasami, ZOO, ubytovací zařízení a další. Vzniklo vyhledávané letovisko, které navštěvovali členové císařské rodiny, bohatá vídeňská společnost a umělci.

Brioni

Víno, které se zde pěstovalo, odebírali i ostravští restauratéři. Bylo tak dobré, že podle něj dostal název hotel Brioni, dnes ve Stodolní ulici v Ostravě.
Během první světové války bylo letovisko využíváno armádou. V roce 1915 zemřela manželka Marie Kupelwieserová, byla pohřbena ve speciálně pro ni postaveném mauzoleu. Paul Kupelwieser zemřel v roce 1919 a je pohřben na vídeňském ústředním hřbitově.
Pokračovatelem byl syn Karl Kupelwieser (1872–1930), který na ostrově Brioni vybudoval kasino a golfové hřiště. Během hospodářské krize se dostal do finančních potíží. Poté, co se v roce 1930 zastřelil, letoviska přestala prosperovat, v roce 1936 přešla pod správu Itálie. Po 2. sv. válce připadly Jugoslávii. Letovisko s oblibou využíval jugoslávský president Josip Broz Tito. V dnešní době Brijuni jsou součástí Chorvatska.

### Ocenění
Dne 12. září 2016 byla Paulu Kupelwieserovi odhalena pamětní deska, která je umístěná na průčelí vítkovické radnice, jejímž autorem je výtvarník Marek Pražák. Pamětní desku odhalili náměstek primátora Pražák a starosta Vítkovic Petr Dlabal. Zdravici od biskupa Františka Lobkowicze přednesl vítkovický farář Anton Rusnák.